# غو أرا
غو أرا (بالكورية: 고아라)‏ هي ممثلة كورية جنوبية (من مواليد 11 فبراير 1990 في كوريا الجنوبية). بدأت مسيرتها الفنية عام 2003. وهي أيضا عارضة أزياء تحت وكالة المواهب إس إم إنترتينمنت.

## المسيرة الفنية
ظهور جو آرا الأول كان من خلال الدراما الكورية «شارب ون» في عام 2003.
بطلة دراما REPLAY1994 عام 2013 وبطلة مسلسل your all surounded عام 2014

## وصلات خارجية
- غو أرا على موقع IMDb (الإنجليزية)
- غو أرا على موقع ميوزك برينز (الإنجليزية)
- غو أرا على موقع أول موفي (الإنجليزية)
- غو أرا على موقع قاعدة بيانات الفيلم (الإنجليزية)

- الموقع الإلكتروني